# 上塘河
上塘河或上塘运河，起源于秦代的陵水道，旧时俗称秦河，位于杭州城市东北，自杭城艮山门映月桥运河口，由北到半山，东折至嘉兴海盐县长安镇，于盐官镇最终入海，全长48.3公里；是江南运河浙西段的故道之一，杭州有记载的最早由人工疏浚的运河之一，也是京杭大运河首批申遗的点段之一。上塘河系与如今的大运河河系并列为杭州钱塘江水系外的两大重要城市水系之一。

## 历史
- 秦代，秦始皇为运粮草开凿“陵水道”，俗称“秦河”，通钱塘江[5]。
- 隋代，为江南河南端，终于凤凰山下柳浦渡，由隋炀帝拓宽整治，与钱塘江通。
- 宋元，为来杭水路的唯一途径，为“浙西运河”。又因所经汤村（今乔司）一带均为盐场称"运盐河"。
- 南宋，定都临安后，“公家漕粮，源源北运，私行商旅，往来不绝”，设“班荆馆”招待北方使节。
- 元代，据载马可波罗由此入杭，元兵驻军半山河道旁[6]。
- 元朝至正十九年，张士诚筑新运河，江南运河改道，上塘河成为江南运河支流。
- 明洪武年间，筑德胜坝，其南始称“上塘河”，其北亦称德胜河。
- 清代，康熙、乾隆南巡，至海宁观潮，由上塘河入杭。
- 1969年，打通德胜坝，河道南至施家桥，东达海宁盐官。
- 1985年，京杭大运河借用上塘河艮山门施家桥河段以建设通钱塘江的工程[5]。
- 2014年，和江南运河杭州段(即拱宸桥到三堡的运河杭州段)、杭州中河-龙山河、浙东运河主线一起成为世界遗产地[5]。

## 生态保护
上塘河流域曾经遭遇严重污染，某些河段达到劣V类的标准。上塘河由南向北呈现南清北浊的特点：北部的上游途经居民区，排放生活污水；而南部的下游则到农居点和半山老工业园区，污染比较严重。上游的水质保持比较良好，而作为河流下游的余杭市区则饱受污染的侵害，河流水质长期在V类徘徊。从1996年开始，市政府也是出台了多种措施治理整顿。
但到2007年，上塘河水质仍是劣V类为主；2007年开始杭州开始了景观规划，上塘河周边开始营建景观走廊，同时半山的电厂开始改建停运，以期达成零污染目标；周边村落开始城中村改造，建设管道截污止排。时至2017年，上塘河水质好转，钓鱼者增多，基本稳定达到或优于V类水质以上；河边还有亲水平台、景观步道。上塘河拱墅区段上还有望建设一个亲水体验平台，这需要水质达到IV类水的标准。

## 周边景观
海宁段：
- 海宁盐官观潮景区

余杭段：
- 桂芳桥

市区段：
- 皋亭山景区
- 欢喜永宁桥
- 杭州古城墙

由于上塘河水位高于运河水位，所以有善贤坝、皋亭坝、石灰坝、德胜坝等拦水坝，同时为了航运还会用拖船和纤夫去翻坝，也有古纤道的留存。现如今还有留存的坝为善贤坝，位于已经被重点保护。